# 叶德 (生物学家)
叶德（1958年7月—），海南大学热带作物学院教授，主要研究方向为产胶植物橡胶草根和生殖发育的细胞与分子遗传机制。曾参与中国科技部“973”项目等多个重点项目，中国教育部第六批“长江学者”特聘教授。

## 生平
1982年获得华南热带作物学院（今海南大学）农学学士学位，1985年获得中国科学院昆明植物研究所植物学硕士学位，1991年获得布鲁塞尔自由大学（VUB）博士学位。1991至1995年分别在德国科隆马普育种研究所(MPIZ)和宾夕凡尼亚州立大学做博士后研究。
1995至2004年，曾经在新加坡国立大学原分子农业生物学学院、冷泉港实验室、新加坡科技局分子与细胞生物学学院(IMCB)等研究机构工作。
2004至2018年任中国农业大学生物学院教授，2020年至今任海南大学热带作物学院教授。